# Pogost Trifon
Pogost Trifon (ros. Погост Трифон) – wieś w Rosji, w rejonie ust-kubińskim obwodu wołogodzkiego. W 2010 r. liczyła 20 mieszkańców.